# Amenirdis I
Amenirdis I (troonnaam: Hat-neferoe-moet) was een Godsvrouw van Amon tijdens de 25e dynastie van het oude Egypte. Ze was afkomstig uit het koninkrijk Koesj en de dochter van farao Kasjta en koningin Pebatjma. Ze werd later geadopteerd door Sjepenoepet I. Ze regeerde als hogepriesteres en is te zien in verschillende artefacten uit die periode.

## Biografie
Amenirdis was waarschijnlijk de zus van de farao's Sjabaka en Piye. Haar vader, Kasjta zorgde ervoor dat Amenirdis I door de Goddelijk aanbidster van Amon, Sjepenoepet I, in Thebe werd geadopteerd als haar opvolger. Dit toont aan dat Kasjta al over Opper-Egypte heerste vóór het bewind van Piye, zijn opvolger.

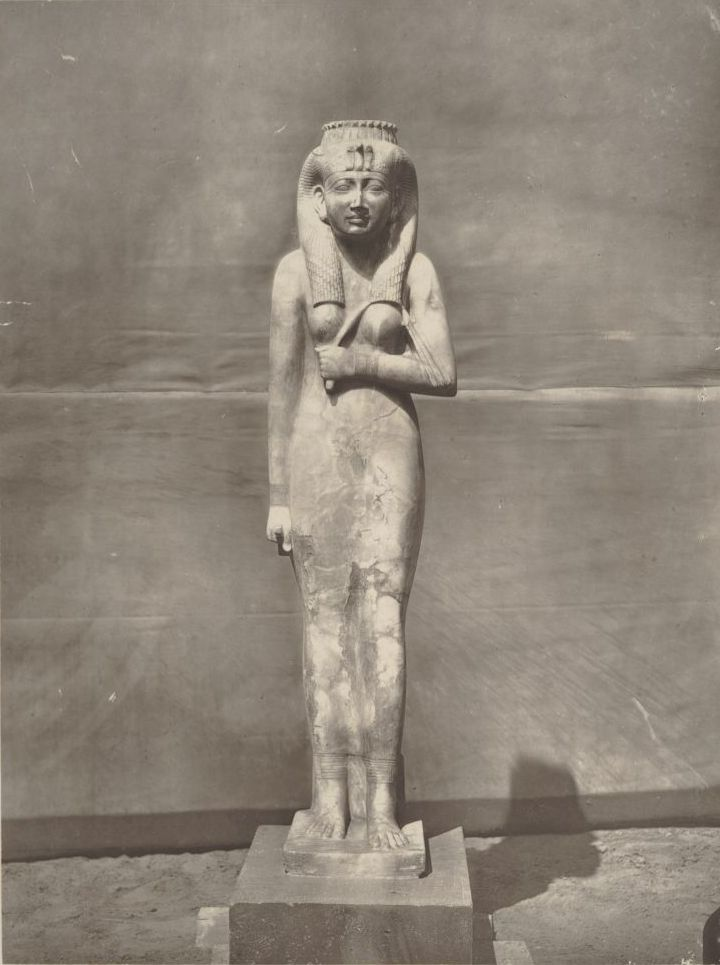
Beeld van Amenirdis I
Ontdekt in Karnak in 1872
Egyptisch Museum

Amenirdis I regeerde als hogepriesteres ongeveer tussen 714 en 700 v.Chr., onder het bewind van Sjabaka en Sjabataka en ze adopteerde Piye's dochter Sjepenoepet II als haar opvolger. Ze hield ook de priesterlijke titels "Goddelijk aanbidster van Amon" en "Godsvrouw van Amon". Na haar dood kreeg ze een grafkapel op het terrein van Medinet Haboe aan de westelijke oever van de Nijl. 
Amenirdis wordt afgebeeld in het tempelcomplex van Karnak en in Wadi Gasus, samen met Sjepenoepet I. Ze wordt genoemd op twee offertafels, vijf beelden, een stèle en verschillende kleine objecten, waaronder scarabeeën. Een standbeeld van Amenirdis I, gesneden uit graniet en versierd met bladgoud, wordt bewaard door het Nubisch museum in Aswan, Opper-Egypte. Het beeld zelf toont haar gedecoreerd in de Egyptische stijl, met overeenkomsten met afbeeldingen van Isis en Hathor.

## Trivia
In 1991 werd een inslagkrater op de planeet Venus naar haar vernoemd.